# Massager

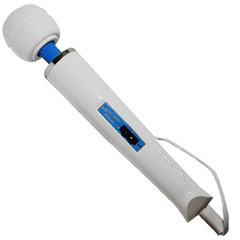
De Hitachi Magic Wand (2011)

De wand massager is de Engelstalige benaming voor een stimulatieproduct dat als massage-apparaat en vibrator (een seksspeeltje) kan worden gehanteerd. Wand betekent vrij vertaald toverstaf. Deze enigszins ironische vertaling past bij de functie waarvoor dit speeltje voornamelijk wordt gebruikt.

## Geschiedenis
De wand massager werd in de jaren 1960 op de markt gebracht, maar aanvankelijk niet als stimulatiespeeltje. Het apparaat werd oorspronkelijk ontwikkeld voor gebruik als massage-apparaat voor pijnlijke en stijve spieren. De vormgeving maakte de wand massager vooral praktisch om moeilijk bereikbare plekken te masseren, zoals de onderrug of tussen de schouderbladen. Al vrij snel werd de wand massager echter ook als stimulatie-apparaat voor erogene zones gebruikt. Nadat het product voor dat doel in de VS was gepromoot door de seksuologe en coach Betty Dodson, werd de wand massager als seksueel stimulatie-apparaat ongekend populair. Daarna werd de wand massager ook bekend als de wand vibrator.

## Gebruik
Het apparaat is verkrijgbaar in versies met batterijen, in versies die met een snoer op het stroomnet kunnen worden aangesloten en in versies met een oplaadbare accu. Varianten die op netstroom kunnen worden aangesloten zijn vaak een stuk krachtiger. Als stimuleringsmiddel is de wand vibrator zowel geschikt voor vrouwen als voor mannen.
De wand vibrator kan op verschillende manieren gebruikt worden. Het apparaat is niet zozeer bedoeld voor penetratie, maar meer voor oppervlakte-stimulering. Door de vorm is het mogelijk de wand massager ook voor de seksuele stimulatie van andere lichaamsdelen te gebruiken, zoals de tepels, clitoris, testikels, het perineum of de penis. Er zijn ook hulpstukken verkrijgbaar die op de kop kunnen worden vastgeklemd waardoor de mogelijkheden vergroot worden.3 De wand massager kan ook gebruikt worden voor het doel waarvoor het apparaat oorspronkelijk werd ontworpen. Spieren kunnen worden gemasseerd met verschillende intensiteit, die afhangt van het type apparaat.

## Bediening
De bediening hangt af van het type wand massager. De meeste varianten hebben een schakelaar op het apparaat zelf, vaak met meerdere standen voor de regeling van de intensiteit. Er zijn ook wand massagers beschikbaar met een afstandsbediening en ook zijn er varianten die met een app via bluetooth kunnen worden aangestuurd.

## Materiaal
Oudere modellen wand massagers en ook goedkopere varianten zijn gemaakt van hard plastic, terwijl nieuwere en over het algemeen kwalitatief betere versies gemaakt zijn van siliconenmateriaal.